# Stefan Wierzbiński
Stefan Wierzbiński (ur. 5 sierpnia 1910 w Poznaniu, zm. 14 lipca 1976 we Wrocławiu) – polski astronom, profesor doktor habilitowany, zajmujący się mechaniką nieba.

## Życiorys
Po ukończeniu 5 klas w Państwowym Gimnazjum im. św. Jana Kantego w Poznaniu rozpoczął pracę jako praktykant melioracyjny w Wielkopolskiej Izbie Rolniczej. Po eksternistycznym zdaniu matury w 1934 roku odbył w latach 1934–1939 studia astronomiczne na Uniwersytecie im. Adama Mickiewicza w Poznaniu. Jeszcze jako student rozpoczął w 1937 roku pracę w Obserwatorium Astronomicznym Uniwersytetu im. Adama Mickiewicza w Poznaniu.
W czasie okupacji pracował jaki kreślarz mierniczy. Zaraz po wojnie wrócił do pracy astronomicznej, w 1945 roku obronił pracę doktorską i w 1950 został adiunktem. W 1951 roku przeniósł się do Obserwatorium Astronomicznego Uniwersytetu Wrocławskiego, gdzie pracował jako adiunkt, a od 1 kwietnia 1955 roku jako docent. Od 1 października 1960 roku kierował Katedrą Mechaniki Nieba, a 26 lutego 1965 roku otrzymał tytuł profesora nadzwyczajnego. W latach 1958–1961 był docentem w Katedrze Matematyki Politechniki Wrocławskiej i kierownikiem Zakładu Metod Numerycznych i Graficznych tejże Politechniki.
Zajmował się przede wszystkim wyznaczaniem orbit gwiazd w układach podwójnych. Promował 6 doktorów. Był autorem 61 prac naukowych, w tym 3 o dużym znaczeniu:
- Wstęp do astronomii matematycznej, Poznań, 1950,
- Catalogue des differences de magnitude des componentes de 2379 etoiles doubles et multiples (Acta Universitatis Wratislaviensis, No 94, ser. Mat. Fiz. Astr. IX), Wrocław, 1969,
- podręcznik akademicki Mechanika nieba, Warszawa, 1973.

## Odznaczenia
Stefan Wierzbiński był uhonorowany:
- trzykrotnie (w 1960, 1969 i 1970) nagrodą Rektora Uniwersytetu Wrocławskiego
- dwukrotnie (w 1956 i 1973), nagrodą Ministra Szkolnictwa Wyższego
- Medalem 10-lecia Polski Ludowej (1955)
- Krzyżem Kawalerskim Orderu Odrodzenia Polski (1973).